# Řád etiopského lva
Řád etiopského lva bylo státní vyznamenání Etiopského císařství založené roku 1924, které bylo původně známé také pod názvy Řád Menelika II. či Řád judského lva. Od roku 1996 se jedná o samostatný dynastický řád.

## Historie a pravidla udílení
Řád byl původně založen regentem císařovny Zauditu I. Rasem Tarafi Makonnenem, který později vládl jako habešský císař Haile Selassie I. Původně se jednalo o stejné vyznamenání s Řádem Menelika II. V roce 1996 byl řád Radou etiopské koruny (v exilu) rozdělen na Řád Menelika II., který si zachoval původní insignie a na nový Řád etiopského lva. Insignie nově osamostatněného řádu jsou vyráběny londýnskou firmou Spink.
Nositelé tohoto vyznamenání mohou používat postnominální písmena GCEL (velkostuha), GOEL (rytíř-komandér), CEL (komandér), OEL (důstojník) a MEL (rytíř).

## Třídy
Řád je udílen v pěti třídách:
- velkostuha – Řádový odznak se nosí na široké stuze spadající z ramene na protilehlý bok. Řádová hvězda se nosí na hrudi.
- rytíř-komandér – Řádový odznak se nosí na stuze kolem krku. Řádová hvězda se nosí na hrudi.
- komandér – Řádový odznak se nosí na stuze kolem krku. Řádová hvězda této třídě již nenáleží.
- důstojník – Řádový odznak se nosí na stužce s rozetou nalevo na hrudi.
- rytíř – Řádový odznak se nosí na stužce bez rozety nalevo na hrudi.

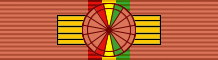
velkostuha
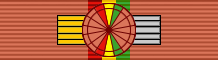
rytíř-komandér
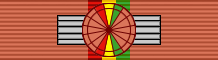
komandér
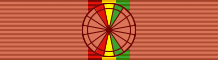
důstojník
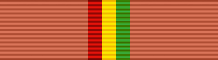
rytíř

## Insignie
Řádový odznak má kulatý tvar s centrálním medailonem lemovaným červeně smaltovaným kroužkem. Uprostřed je zlatý státní znak Etiopského císařství. Odznak je převýšen habešskou císařskou korunou. Vnější část odznaku tvoří sluneční paprsku, vycházející z jeho středu.
Řádová hvězda se svým vzhledem shoduje s řádovým odznakem, chybí však přechodový prvek.
Stuha řádu je tmavě růžová s třemi úzkými pruhy v barvách etiopské vlajky, tedy červené, žluté a zelené, uprostřed.